# Замок Атламні
Замок Атламні (англ. Athlumney Castle, ірл. Caisleán Áth Luimnigh) — замок Ах Лумніх — один із замків Ірландії, розташованих в графстві Міт, в місті Наван. Нині замок є пам'яткою історії та архітектури Ірландії національного значення. Замок нині в руїнах, стоїть біля дороги Конвент-роуд, на південному сході міста Наван, на схід від річки Бойн. Замок є укріпленим будинком з оборонними вежами. Споруда, що дійшла до нас — це будівля в стилі Тюдорів зведена в XV столітті.

## Історія замку Атламні
Замок Атламні займав стратегічні позиції в долині річки Бойн, де протікають основні річки Лейнстеру (Лагіну) — Бойн та Чорна річка. Назва перекладається з ірландської як «брід Лумніха» або «брід Ломмана». Святий Ломман — покровитель тутешніх місць. Археологічні розкопки показали, що тут були поселення часів залізної доби, поселення і храми доби раннього християнства в Ірландії.
Перший замок Атламні був збудований тут у 1172 році після англо-норманського завоювання Ірландії. Ці землі захопив феодал Х'ю де Лейсі, що отримав від короля Англії титул лорда Міт. Своєму васалу Адаму де Фейпо він дарував титул барона Скрайн. Землі Атламні були даровані Амаурі де Фейпо, що побудував тут дерев'яний замок в стилі «мотт-та-бейлі». Кам'яний замок Атламні був побудований в XV столітті.
Кам'яний замок був побудований в стилі Тюдорів, являє собою укріплений будинок з баштами. Замок добудовували і перебудовували в XVI та XVII століттях. Замок мав великі коридори та житлові кімнати з опаленням, де жив лорд. Замок збудований переважно з дикого каменю — з вапняку. Є великі вікна та бійниці.
У 1641 році спалахнуло повстання за незалежність Ірландії. Господарі замку підтримали повстання. До замку рушило англійське військо Олівера Кромвеля у 1649 році. Олівер Кромвель обложив замок Дрохеда і почав його штурмувати. Оборону замку Атламні тримав ірландський клан Магвайре (Мак Удір). Коли стало зрозуміло, що замок приречений захисники спалили його, щоб він не дістався ворогу.
Останнім лордом Атламні був сер Ланцелот Даудолл. За підтримку повстанців землі і замок були конфісковані в нього Олівером Кромвелем, але потім він отримав їх назад після реставрації монархії від короля Карла ІІ. Ланцелот Даудолл був католиком, він підтримав короля католика Якова ІІ під час так званих вільямітських (якобітських) війн в Ірландії. Яків ІІ призначив його верховним шерифом графства Міт в 1686 році. Після катастрофічної поразки короля Якова ІІ в битві на річці Бойн в 12 милях від замку Атламні Ланцелот Даудолл знову спалив замок Атламні і втік до Франції.
Землі і замок потім належали Соммервіллю Кенстаунському, що отримав титул барона Атламні.

## Особливості архітектури
Стара частина замку Атламні є укріпленим триповерховим будинком з гвинтовими сходами та отворами для балок перекриття. Великі вікна судячі по всьому були зроблені пізніше. Замок мав великі коридори, перший поверх опалювався — тут жив лорд та його родина. Тут же була кухня. Є виступаючі кутові оборонні вежі. Вхід захищений бійницею. Вікна були скляні, підлоги дерев'яні. На першому поверсі є потаємна кімната, куди вів окремий хід.